# Dövingen
Dövingen är en sjö i Eksjö kommun i Småland och ingår i Emåns huvudavrinningsområde. Sjön är 5,5 meter djup, har en yta på 0,123 kvadratkilometer och är belägen 277,4 meter över havet. Sjön avvattnas av vattendraget Lövsjöbäcken. Vid provfiske har abborre, gädda och mört fångats i sjön.

## Delavrinningsområde
Dövingen ingår i det delavrinningsområde (639138-146756) som SMHI kallar för Mynnar i Bruksdammen. Avrinningsområdets medelhöjd är 261 meter över havet och ytan är 21,14 kvadratkilometer. Det finns inga delavrinningsområden uppströms utan avrinningsområdet är högsta punkten. Lövsjöbäcken som avvattnar avrinningsområdet har biflödesordning 3, vilket innebär att vattnet flödar genom totalt 3 vattendrag innan det når havet efter 164 kilometer. Delavrinningsområdet består mestadels av skog (78 procent). Avrinningsområdet har 0,89 kvadratkilometer vattenytor vilket ger det en sjöprocent på 4,2 procent. Bebyggelsen i området täcker en yta av 0,32 kvadratkilometer eller 2 procent av avrinningsområdet.